# 巴拉顿艾代里奇
巴拉顿艾代里奇（匈牙利語：Balatonederics，匈牙利語發音：[ˈbɒlɒtonɛdɛrit͡ʃ]）是匈牙利维斯普雷姆州所辖的一个村，位于巴拉顿湖湖畔，总面积18.58平方公里，总人口1048，人口密度56.4人/平方公里（2010年1月1日）。